# 570
570 (DLXX) fue un año común comenzado en miércoles del calendario juliano, en vigor en aquella fecha.

## Acontecimientos
- Fracasada expedición etíope contra La Meca.
- Huyendo de los vándalos rebeldes a Bizancio, el monje Donato, con 70 monjes y una gran biblioteca, se traslada a Hispania, donde funda el monasterio Servitano, de localización desconocida.
- Primera campaña del rey visigodo Leovigildo contra los bizantinos: el rey devasta la Bastetania.
- El rey Miro o Mirón asciende al trono suevo.
- El sintoísmo, la religión autóctona de Japón, inicia un proceso de consolidación para diferenciarse del budismo. Su doctrina mantiene que los dioses (kami) residen tanto en los seres vivos como en los objetos inanimados.[1]

## Nacimientos
- Mahoma nació en La Meca (península arábiga). Hijo de un mercader de la tribu de los Coraix o Koreischitas. Otras fuentes dicen que nació el año 571 y otras en el 575. Profeta del Islam, conocido como el Alabado.[1]
- Childeberto II, rey franco (merovingio) de Austrasia.

## Fallecimientos
- Teodomiro, rey de los Suevos